# (3658) Feldman
(3658) Feldman (1982 TR) – planetoida z pasa głównego asteroid okrążająca Słońce w ciągu 3,23 lat w średniej odległości 2,19 au Odkrył ją Edward Bowell 13 października 1982 roku.